# تقايض
التقايض أو تبادل المنفعة التنافع أو التكافل التبادلي (بالإنجليزية: Mutualism)‏ هو علاقة تعاونية حيوية بين نوعين أو أكثر من أنواع الكائنات الحية بحيث يستفيد الطرفان من هذا التعاون. ويمكن أن تكون ضرورية للنوعين (مجبرة) لا يستطيعان الاستغناء عنها أو اختيارية، وعندها تسمى بالتعايش التعاوني.
ويمكن ان نقول هو تفاعل بيولوجي بين طرفين والذي يكون مفيداً لكلا الطرفين المشتركين، إن أكثر حالات التنافع هو طوعي بمعنى أن كل عضو يستطيع أن يعيش على حده. مع ذلك، وممكن أن نشاهد أيضا بأن هناك من الطرفين من لا يستغني عن الآخر، أي أن لهم تبادل مشترك إلزامي وإجباري وأكثر التكافلات التبادلية هي تسحر تعقيداتها والمنفعة المتبادلة بينهم.

الطائر الطنان هوكموث يشرب من ديانثوس مع كون التلقيح مثالًا كلاسيكيًا على التبادلية

## أنواع

### العلاقات بين الموارد والموارد
يمكن اعتبار العلاقات المتبادلة شكلاً من أشكال "المقايضة البيولوجية" في الارتباطات الفطرية بين جذور النباتات والفطريات، حيث يوفر النبات الكربوهيدرات للفطر مقابل الفوسفات في المقام الأول ولكن أيضًا المركبات النيتروجينية. وتشمل الأمثلة الأخرى بكتيريا الريزوبيا التي تعمل على تثبيت النيتروجين للنباتات البقولية (عائلة البقوليات) مقابل الكربوهيدرات المحتوية على الطاقة. وقد لوحظ أيضًا تبادل الأيض بين أنواع متعددة من البكتيريا في عملية تعرف باسم التغذية المتبادلة.

### العلاقات بين الخدمة والموارد
العلاقات بين الخدمة والموارد شائعة. ثلاثة أنواع مهمة هي التلقيح، والتكافل التنظيفي، وzochory.
في عملية التلقيح، يتاجر النبات بالموارد الغذائية على شكل رحيق أو حبوب لقاح لخدمة انتشار حبوب اللقاح. ومع ذلك، فإن أنواع الأوركيد البصلوفيلوم الداسينيفيلية تتاجر بسلائف الفيرمون الجنسي أو المكونات المعززة عبر المترادفات/الجاذبات الزهرية في تفاعلات متبادلة حقيقية مع ذكور ذباب فاكهة داسيني (Diptera: Tephritidae: Dacinae).

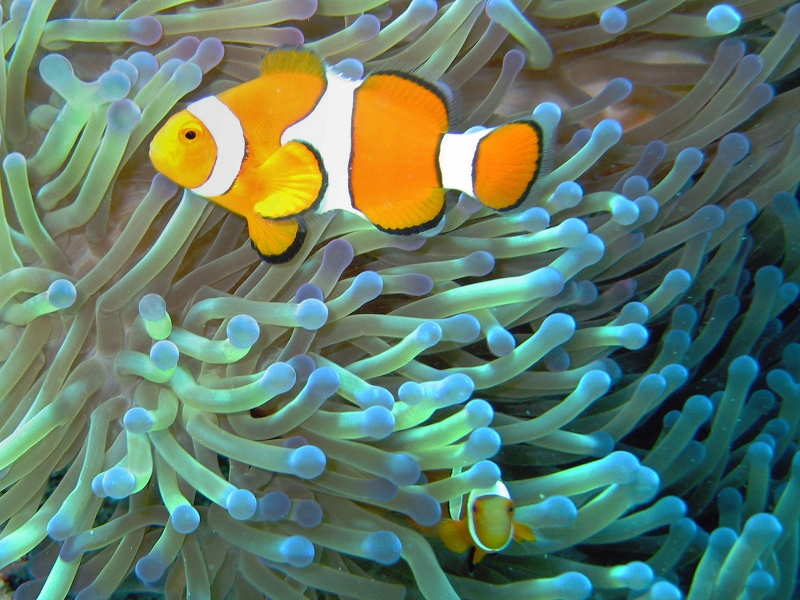
تعيش أسماك المهرج Ocellaris وشقائق النعمان البحرية في ريتر في تكافل خدمة متبادلة، حيث تطرد الأسماك أسماك الفراشة ومخالب شقائق النعمان تحمي الأسماك من الحيوانات المفترسة.

### علاقات الخدمة والخدمة
التفاعلات الصارمة بين الخدمة والخدمة نادرة جدًا، لأسباب غير واضحة على الإطلاق. أحد الأمثلة على ذلك هو العلاقة بين شقائق النعمان البحرية وأسماك شقائق النعمان في عائلة Pomacentridae: توفر شقائق النعمان للأسماك الحماية من الحيوانات المفترسة (التي لا تستطيع تحمل لسعات مخالب شقائق النعمان) وتدافع الأسماك عن شقائق النعمان ضد أسماك الفراشة (عائلة Chaetodontidae)، والتي أكل شقائق النعمان. ومع ذلك من القواسم المشتركة مع العديد من التبادلية، هناك أكثر من جانب واحد لها: في التبادلية بين أسماك شقائق النعمان وشقائق النعمان، تغذي نفايات الأمونيا من الأسماك الطحالب التكافلية الموجودة في مخالب شقائق النعمان. ولذلك فإن ما يبدو وكأنه تبادلية خدمة-خدمة، يحتوي في الواقع على مكون الخدمة-الموارد. والمثال الثاني هو العلاقة بين بعض النمل من جنس Pseudomyrmex والأشجار من جنس السنط، مثل الشوكة الصفير والسنط. يعشش النمل داخل أشواك النبات. في مقابل المأوى، يحمي النمل السنط من هجوم الحيوانات العاشبة (التي يأكلونها في كثير من الأحيان عندما تكون صغيرة بما فيه الكفاية، مما يضيف عنصر الموارد إلى علاقة الخدمة والخدمة هذه) والمنافسة من النباتات الأخرى عن طريق تقليم الغطاء النباتي الذي من شأنه أن يظلل السنط. بالإضافة إلى ذلك، يوجد عنصر آخر من موارد الخدمة، حيث يتغذى النمل بانتظام على أجسام غذائية غنية بالدهون تسمى أجسام بلتيان الموجودة في نبات السنط.